# William Poel

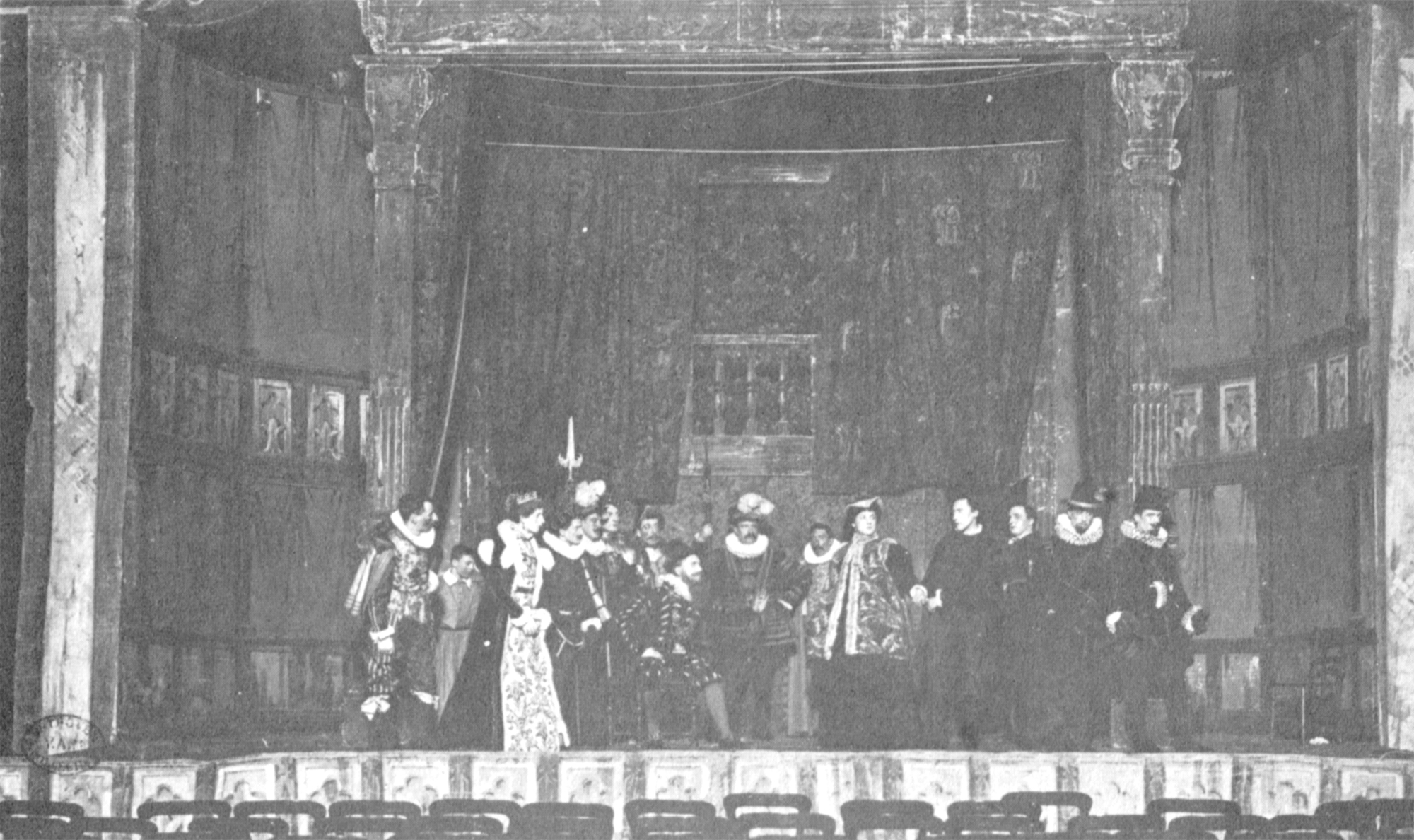
Eine Hofszene aus Poels Hamlet-Inszenierung von 1881

William Poel (1852–1934) war ein englischer Schauspieler, Theatermanager und Dramaturg, der vor allem durch seine Shakespeare-Inszenierungen bekannt wurde.

## Leben
Als Sohn von William Pole wuchs er unter den Malern der Präraffaeliten auf und saß Berichten zufolge William Holman Hunt für dessen Gemälde The Finding of the Saviour in the Temple Modell. Er nahm den Namen Poel an, nachdem er seinen eigenen Namen auf einer Theaterrechnung falsch geschrieben hatte. In der St. George’s Hall in London inszenierte er 1881 Hamlet neu, wobei er den Text des ersten Quarto verwendete und auf Bühnenbilder verzichtete. Von 1881 bis 1883 war er Manager der Royal Victoria Hall, London, und anschließend ein Jahr lang Manager von F. R. Bensons Ensemble.
1895 gründete er die Elizabethan Stage Society und verbrachte einen Großteil seiner Karriere damit, über elisabethanische Aufführungen zu forschen und Vorträge zu halten. Er setzte seine Studien auf der Bühne um, indem er versuchte, Aufführungen mit einer offenen Bühne, einem einheitlichen Schauspielensemble, einem ungekürzten Text, sehr wenig Kulissen und einem raschen Aufführungstempo nachzustellen. Seine Arbeit beeinflusste viele Theaterschaffende, allen voran Harley Granville Barker. Zu seinen Inszenierungen gehörten Shakespeares Measure for Measure (1893) und Two Gentlemen of Verona (1910), Stücke von Marlowe und Ben Jonson, Miltons Samson Agonistes (1900) und Swinburnes Locrine (1900).
Poel dramatisierte auch W. D. Howells’ A Foregone Conclusion unter dem Titel Priest and Painter (1884 produziert) und Baring-Goulds Roman Mehala (1886 produziert). Er schrieb mehrere Komödien und ein Buch, Shakespeare in the Theatre. In der National Portrait Gallery befinden sich einige Bilder von Henry Tonks, die Poel in der Rolle des Father Keegan in G. B. Shaws Stück John Bull’s Other Island zeigen. Sein Großneffe Rupert Pole (1919–2006) war mit Anaïs Nin verheiratet.
- Claris Glick, "William Poel: His Theories and Influence," Shakespeare Quarterly 15.1 (Winter, 1964): 15–25.
- C. E. Montague, Dramatic Values (New York, 1911).
- Speaight, Robert, William Poel and the Elizabethan Revival (Cambridge, Mass: Harvard University Press, 1954).